# 小行星25678
小行星25678（25678 Ericfoss）是一颗绕太阳运转的小行星，为主小行星带小行星。该小行星于2000年1月发现。

## 轨道参数
小行星25678的轨道半长轴为357 832 070 km（2.3919256 UA），离心率为0.073。